# Palicourea densa
Palicourea densa är en måreväxtart som beskrevs av Paul Carpenter Standley. Palicourea densa ingår i släktet Palicourea och familjen måreväxter. Inga underarter finns listade i Catalogue of Life.